# Lasse Åkerlund
Lasse Åkerlund, född 22 april 1956, är en svensk skådespelare. Han bildade 1984 Teater Allena i Järvsö, och spelar teater för både barn och vuxna. Mest känd är han förmodligen för radiokalendern Trollet med den gula kepsen. Numera är han bosatt i Karlskrona.

## Produktioner (urval)
1994 gästade han den internationella figurteaterfestivalen i Kristiansand, Norge med produktionen Hamlet, där han på högst originellt vis berättade Shakespeares pjäs Hamlet.